# KeySpan
KeySpan a fost o companie americană furnizoare de gaz natural în Statele Unite ale Americii.
În anul 2007, compania britanică National Grid a achiziționat compania KeySpan pentru suma de 11,7 miliarde USD.
Compania are 17.000 de angajați și 7 milioane de clienți.